# Wih Nidurin
Wih Nidurin is een bestuurslaag in het regentschap Bener Meriah van de provincie Atjeh, Indonesië. Wih Nidurin telt 66 inwoners (volkstelling 2010).